# Apricot Stone
Apricot Stone – singiel ormiańskiej piosenkarki Evy Rivas napisany przez Armena Martirosjana i Karena Kawaleriana, wydany w 2010.
W lutym 2010 utwór zwyciężył w finale ormiańskich eliminacji do 55. Konkursu Piosenki Eurowizji, a 29 maja tego samego roku zajął siódme miejsce w finale konkursu w Oslo.

## Notowania na listach przebojów
| Kraj       | Lista (2010)   | Najwyższa pozycja |
| ---------- | -------------- | ----------------- |
| Szwajcaria | Singles Top 75 | 54                |